# Chiridopsis nigropunctata
Chiridopsis nigropunctata là một loài bọ cánh cứng trong họ Chrysomelidae. Loài này được Borowiec & Ghate miêu tả khoa học năm 1999.